# Analizador de gases de escape

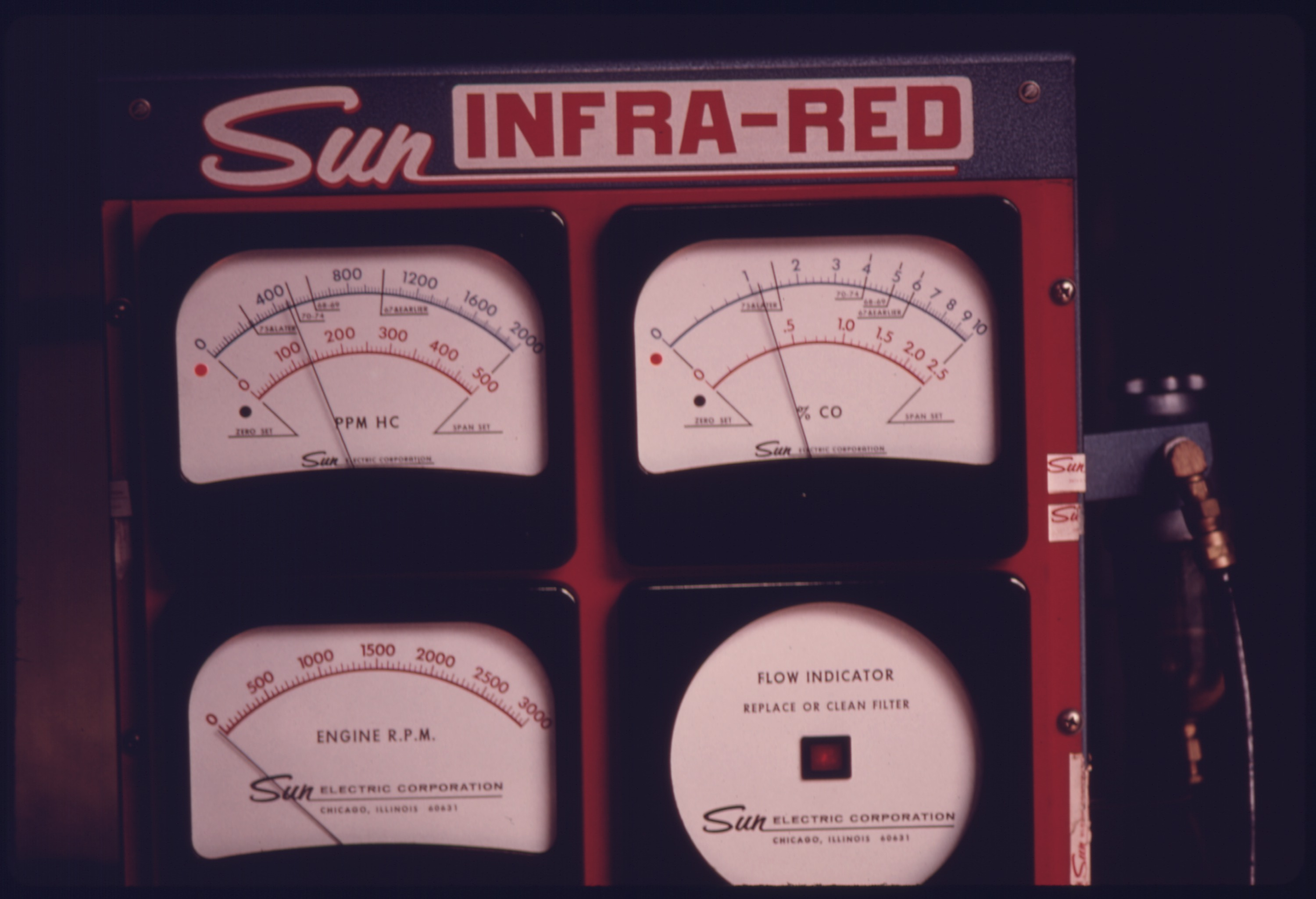
Un analizador de gases de escapeclásico

Un analizador de gases de escape o analizador de CO de escape es un instrumento utilizado para medir, en el escape de un coche, la cantidad de monóxido de carbono y otros gases, causados por una combustión incorrecta. La medida del coeficiente Lambda es la más común.
Los principales sensores de CO (y otros tipos de gases) utilizados, son los sensores de infrarrojos no-dispersivos (NDIR) y sensores de gas químicos. Los sensores de monóxido del carbono se suelen emplear para evaluar la cantidad de CO en una ITV. Para ser utilizado en dicha prueba un analizador debe ser aprobado y homologado para su uso por la autoridad competente. En el Reino Unido una lista de los analizadores de gases de escape aceptados oficialmente para su uso en la prueba MOT aparece en la página web del Departamento de Transporte.

## Medida del coeficiente lambda
La presencia de oxígeno en el los gases de escape indica que la combustión de la mezcla no fue perfecta, resultando en la generación de gases contaminantes. Por eso midiendo la proporción de oxígeno en los gases de escape de estos motores se pueden controlar y medir estas emisiones. Esta medida tiene lugar en la prueba de la ITV mediante la medida del coeficiente Lambda.
El coeficiente Lambda (λ) se obtiene de la relación del aire implicado en la combustión de la mezcla de gasolina. Es de hecho una medida de la eficacia del motor de gasolina midiendo el porcentaje de oxígeno en el escape.
Cuando los motores de gasolina operan con una mezcla estequiométrica de 14.7: 1 el valor de LAMBDA (λ) es "1".
Proporción de mezcla = peso del combustible / peso del aire
- Expresado como proporción de masa: 14,7 kg de aire por 1 kg de combustible.
- Expresado como proporción de volumen: 10 000 l de aire por 1 l de combustible.
Con esta relación teóricamente se consigue una combustión completa de la gasolina y las emisiones de gas de efecto de invernadero serían mínimas. El coeficiente es definido como coeficiente Lambda
-Si Lambda > 1 = mezcla pobre, exceso de aire.
-Si Lambda < 1 = mezcla rica, exceso de gasolina.
- Una mezcla pobre generará un contenido alto de oxígeno en el escape y por lo tanto un contenido alto de Óxido de Nitrógeno.
- Una mezcla rica generará un contenido pequeño de oxígeno en los gases de escape, así que abundarán emisiones de monóxido de carbono e hidrocarburos.
- El dióxido de carbono emitido es directamente proporcional al combustible consumido.

## Sensores de CO químicos
- Los sensores de gases químicos de CO con capas sensibles basadas en polímeros o heteropolisiloxans tienen la ventaja principal de un consumo de energía muy bajo, y se pueden reducir en tamaño para adaptarse a sistemas micro-electrónicos. Como contrapartida, los efectos de deriva a corto y largo plazo y una vida útil relativamente baja son obstáculos importantes cuando se comparan con el principio de medida NDIR.[2]
- Se puede usar otro método (la ley de Henry ) para medir la cantidad de CO disuelto en un líquido, si la cantidad de gases extraños es insignificante

## Sensores de CO de infrarrojos no-dispersivos (NDIR)
Los sensores NDIR son sensores espectroscópicos empleados para detectar el CO en un ambiente gaseoso por su absorción característica. Los componentes clave son una fuente infrarroja, un tubo de luz, un filtro de interferencia (longitud de onda) y un detector de infrarrojos. El gas es bombeado (o difundido) en el tubo de luz, y la electrónica mide la absorción de la longitud de onda característica de la luz. Los sensores NDIR utilizan a menudo para medir el monóxido de carbono.. El mejor de ellos tiene sensibilidades de 20-50 PPM.
La mayoría de los sensores de CO están totalmente calibrados antes de salir de fábrica. Con el tiempo, el punto cero del sensor debe ser calibrado para mantener la estabilidad a largo plazo del sensor. Hay nuevos desarrollos que incluyen utilizar sistemas microelectromecánicos para bajar los costos de este sensor y poder crear dispositivos más pequeños. En los EE. UU., los Sensores NDIR típicos están en la gama de 100 $ a 1000 $.